# جاي ريتشارد غوت
جاي ريتشارد غوت (بالإنجليزية: J. Richard Gott)‏ هو فيزيائي وعالم فلك أمريكي، ولد في 8 فبراير 1947 في لويفيل في الولايات المتحدة.